# 人情とどけます〜江戸娘飛脚〜
『人情とどけます〜江戸・娘飛脚〜』（にんじょうとどけます えどむすめひきゃく）は、NHK総合テレビジョンの「金曜時代劇」枠で2003年1月10日から同年3月7日まで放送された日本の時代劇・テレビドラマである。NHKとNHKエンタープライズが共同制作した。
原作は『IN★POCKET』2003年3月号～2004年2月号に掲載された「世直し大明神～おんな飛脚人」で、2007年5月に単行本が出版された。

## 概要
江戸の街を舞台に、その街で活躍する男勝りな活発娘・まどかの恋と青春とふれあいを描く。全8話、主演の本上まなみは男装で飛脚を演じた。

## 放送時間
2003年1月10日 - 2003年3月7日：毎週金曜21:15 - 21:58

## 出演者
- 本上まなみ（まどか役・主演）
- 小澤征悦（清太郎役）
- 原田美枝子（おふさ役）
- 柳沢慎吾（五郎八役）
- 馬渕晴子（おしげ役）
- 野口五郎（藪井竹庵役）
- 津嘉山正種（嘉助役）
- 山口紗弥加（おくみ役）
- 松金よね子（おかね役）
- 坂本あきら（茂右衛門役）
- 久保田磨希
- 東山明美
- 渡辺杉枝
- 小橋めぐみ
- 袴田裕幸
- 田村円
- 川島広輝

### ゲスト出演者
- 松重豊（第3話）
- 田中要次（第6話）
- 桑田和美
- モロ師岡
- 風祭ゆき

## エピソード
- 第1話　娘飛脚誕生!(2003年1月10日)
- 第2話　対決!早足くらべ(2003年1月17日)
- 第3話　配達できない三通の書状(2003年1月24日)
- 第4話　母の願いと偽書状(2003年1月31日)
- 第5話　最後の恋文(2003年2月7日)
- 第6話　十六屋絶体絶命!(2003年2月14日)
- 第7話　運命の再会(2003年2月28日)
- 第8話　いざ、旅立ちの時(最終回・2003年3月7日)

## スタッフ
- 脚本：佐伯俊道
- 演出：松岡孝治、田中健二
- 原作：出久根達郎「おんな飛脚人」
- 音楽：丸山和範
- 語り：上田早苗

## エンディング
- 花*花「朱い馬」

## 備考
- 放送終了した4年後の2007年夏に、CSのホームドラマチャンネルで再放送された。

## 参考資料
- ザ・テレビジョン　2003年
- 読売新聞縮刷版　　2003年